# (739) Мандевилл
(739) Мандевил (лат. Mandeville) — астероид главного пояса, который относится к спектральному классу X. Он был открыт 7 февраля 1913 года американским астрономом Джоэлом Меткалфом в обсерватории Уинчестера и назван в честь города Мандевилл на Ямайке.

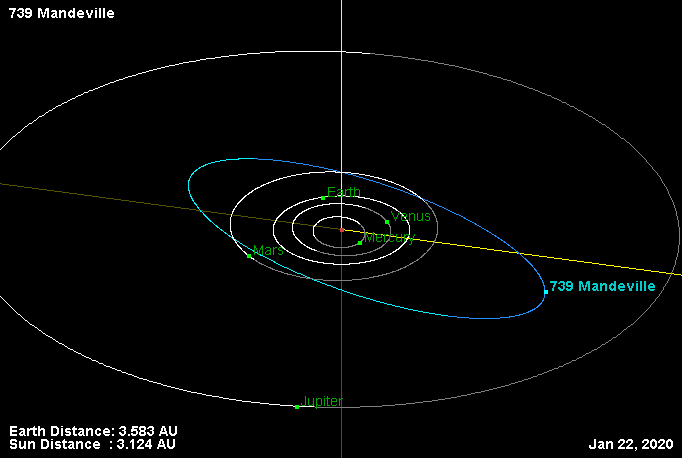
Орбита астероида Мандевиль и его положение в Солнечной системе

Тиссеранов параметр относительно Юпитера — 3,244.